# Złotów (stacja kolejowa)
Złotów – stacja kolejowa w Złotowie, w północnej części województwa wielkopolskiego. Według klasyfikacji PKP ma kategorię dworca lokalnego. Niegdyś ważny węzeł kolejowy w Prusach Zachodnich. Dworzec złotowski leży na dawnej pruskiej kolei wschodniej (Ostbahn).

## Ruch pasażerski
| Rok  | Wymiana pasażerska na dobę |
| ---- | -------------------------- |
| 2017 | 300-499                    |
| 2022 | 300-499                    |

Złotowska stacja miała również połączenia z Więcborkiem, Jastrowiem i Wałczem.

## Historia stacji
W 1870 roku oddano do użytku przebiegający przez Złotów skrót pruskiej kolei wschodniej z Piły do Tczewa. Był to fragment linii łączącej Berlin z Królewcem. Stało się to w wyniku interwencji właściciela dóbr złotowskich, księcia Karola Hohenzolerna, początkowo planowano bowiem umieścić stację w Międzybłociu. W tym czasie powstał budynek dworca oraz kilka budynków infrastruktury kolejowej. W sąsiedztwie dworca wybudowano również obiekty mieszkalne dla pracowników kolei. Obiekty te prezentują charakterystyczny styl architektoniczny budownictwa ceglanego z tego okresu.
Linia kolejowa znacznie przyspieszyła rozwój Złotowa. Na początku XX wieku wybudowano ratusz, szpital, budynek starostwa powiatowego, wieżę ciśnień, wodociągi oraz kino. Ludność miasta wzrosła z 890 osób w 1766 roku do 3880 w 1885 oraz 7494 w 1939. Dokoła dworca znajdowały się, podobnie jak obecnie, zakłady przemysłowe, np. fabryka papy Heimbuchera oraz cegielnia. Z centrum miasta do dworca prowadziła jedynie Aleja Piasta (wówczas Bahnhofstraße), przy której znajdował się hotel kolejowy, obecnie siedziba ZHP; ulica Bohaterów Westerplatte została wytyczona dopiero po II wojnie światowej. Dworzec znajdował się w znacznej odległości od centrum miasta w terenie słabo zabudowanym.
W 1879 roku powstała linia łącząca Kołobrzeg z Poznaniem, prowadząca przez Jastrowie. W 1881 roku Wałcz otrzymał połączenie z Piłą, zaś w latach 1910–1914 również ze Złotowem. W 1907 roku wybudowano linię pomiędzy Złotowem a Więcborkiem. Większa część infrastruktury została jednak zniszczona podczas II wojny światowej. Pod koniec lat 80. XX wieku w poprzek ulicy prowadzącej do dworca od strony Alei Piasta powstał nowy przystanek PKS.

## Infrastruktura
Na dworcu znajdują się trzy perony z zamkniętym przejściem podziemnym i czynnym naziemnym i czynna sygnalizacja kształtowa; czynne są również obydwie nastawnie.

## Połączenia
(stacje docelowe połączeń bezpośrednich i rodzaj pociągu według rozkładu aktualnego na 23 sierpnia 2023)
- Chojnice (Regio)
- Krzyż (Regio)
- Gdynia Główna (TLK)
- Kostrzyn (TLK)